# 馬丁鎮區 (明尼蘇達州羅克縣)
馬丁鎮區（英語：Martin Township）是位於美國明尼蘇達州羅克縣的一個行政鎮區。

## 歷史
馬丁鎮區於1873年設立，得名自早期定居者約翰·馬丁（John Martin）。

## 地方資料
馬丁鎮區的面積為124.44平方千米，當中陸地面積為124.43平方千米，而水域面積為0.01平方千米。根據2020年美國人口普查的數據，當地共有人口382人，而人口密度為每平方千米3.07人。